# Foley (Alabama)
Foley é uma cidade localizada no estado americano do Alabama, no Condado de Baldwin.

## Demografia
Segundo o censo americano de 2020, a sua população era de 20 335 habitantes. Em 2006, foi estimada uma população de 12.712 pessoas.

## Geografia
De acordo com o United States Census Bureau, a localidade tem uma área de 37,0 km², sem área coberta por água. Foley localiza-se a aproximadamente 35 m acima do nível do mar.

## Localidades na vizinhança
O diagrama seguinte representa as localidades num raio de 24 km ao redor de Foley.